# Falk Boden
Falk Boden (ur. 20 stycznia 1960 w Elsterwerdzie) – niemiecki kolarz szosowy, wicemistrz olimpijski i czterokrotny medalista mistrzostw świata.

## Kariera
Przed zjednoczeniem Niemiec reprezentował barwy NRD. Pierwszy sukces osiągnął w 1977 roku, kiedy wraz z kolegami z reprezentacji zdobył złoty medal w drużynowej jeździe na czas na mistrzostwach świata juniorów. Wynik ten powtórzył na mistrzostwach świata juniorów w 1978 roku. Pierwszy sukces seniorki osiągnął w 1979 roku, kiedy wspólnie z Berndem Droganem, Hansem Joachimem Hartnickiem i Andreasem Petermannem zwyciężył w drużynowej jeździe na czas na mistrzostwach świata w Amsterdamie. W dwóch kolejnych latach zdobył dwa następne złote medale w tej konkurencji: na igrzyskach olimpijskich w Moskie w 1980 roku (razem z Droganem, Hartnickiem i Olafem Ludwigiem) i na mistrzostwach świata w Pradze w 1981 roku (razem z Droganem, Olafem Ludwigiem i Mario Kummerem). W 1983 roku zwyciężył w klasyfikacji generalnej Wyścigu Pokoju, a rok później w DDR Rundfahrt i Niederoesterreich Rundfahrt. W 1989 roku zdobył kolejny złoty medal w drużynowej jeździe na czas – na mistrzostwach świata w Chambéry reprezentanci NRD w składzie: Mario Kummer, Maik Landsmann, Jan Schur i Falk Boden okazali się najlepsi. Ostatnie międzynarodowe trofeum zdobył podczas rozgrywanych rok później mistrzostw w Utsunomiya, gdzie Niemcy z Bodenem w składzie zajęli drużynowo drugie miejsce. U schyłku kariery startował w zawodowym peletonie (w latach 1991–1993) nie odnosząc jednak większych sukcesów. Wielokrotnie zdobywał medale szosowych mistrzostw kraju, w tym sześć złotych.

## Najważniejsze zwycięstwa
- 1979 – mistrzostwo świata w drużynowej jeździe na czas
- 1980 – wicemistrzostwo olimpijskie w drużynowym wyścigu szosowym
- 1981 – mistrzostwo świata w drużynowej jeździe na czas
- 1983 – Wyścig Pokoju
- 1989 – mistrzostwo świata w drużynowej jeździe na czas
- 1991 – mistrzostwo Niemiec ze startu wspólnego